# Super High Roller Bowl Online

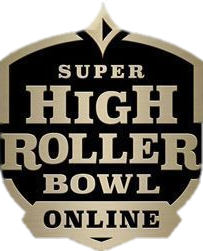
Logo des Super High Roller Bowl Online

Der Super High Roller Bowl Online war die elfte Austragung dieses Pokerturniers. Er wurde am 1. und 2. Juni 2020 aufgrund der COVID-19-Pandemie erstmals online auf der Plattform partypoker ausgespielt und hatte einen Buy-in von 102.000 US-Dollar.

## Struktur
Das Turnier in der Variante No Limit Hold’em wurde am 1. und 2. Juni 2020 gespielt und war das 28. Event auf dem Turnierplan der auf partypoker gespielten Super High Roller Bowl Series. Wie bei allen Events dieser Turnierserie verwendeten die Teilnehmer keine Nicknames, sondern spielten unter ihren Klarnamen. Das Buy-in des Turniers betrug 102.000 US-Dollar und machte es damit – gemeinsam mit dem Super High Roller der World Championship of Online Poker im September 2016 auf PokerStars – zum bisher teuersten Online-Pokerturnier weltweit.

## Teilnehmer
Mit Kristen Foxen spielte eine Frau das Turnier. Die 50 Teilnehmer lauteten:
| - Timothy Adams - Michael Addamo - Pauli Äyräs - Mikita Badsjakouski - Kristen Foxen - Viktor Blom - Thomas Boivin - Justin Bonomo - Vicent Bosca - Wjatscheslaw Buldygin | - Kahle Burns - Stephen Chidwick - Seth Davies - Daniel Dvoress - Matthias Eibinger - Hossein Ensan - Alex Foxen - Ivan Gabrieli - Darrell Goh - Sam Greenwood | - Isaac Haxton - Ben Heath - Chris Hunichen - Giuseppe Iadisernia - Almedin Imširović - Örpen Kısacıkoğlu - Alexandros Kolonias - Jason Koon - Pascal Lefrançois - Linus Löliger | - Sylvain Loosli - Wiktor Malinowski - Artur Martirossjan - Adrián Mateos - András Németh - Juan Pardo - David Peters - Nick Petrangelo - Sergi Reixach - Ole Schemion | - Jake Schindler - Dan Shak - Dan Smith - Ben Sulsky - Elias Talvitie - Jon Van Fleet - João Vieira - Christoph Vogelsang - Pawel Weksler - Michael Zhang |

## Ergebnisse

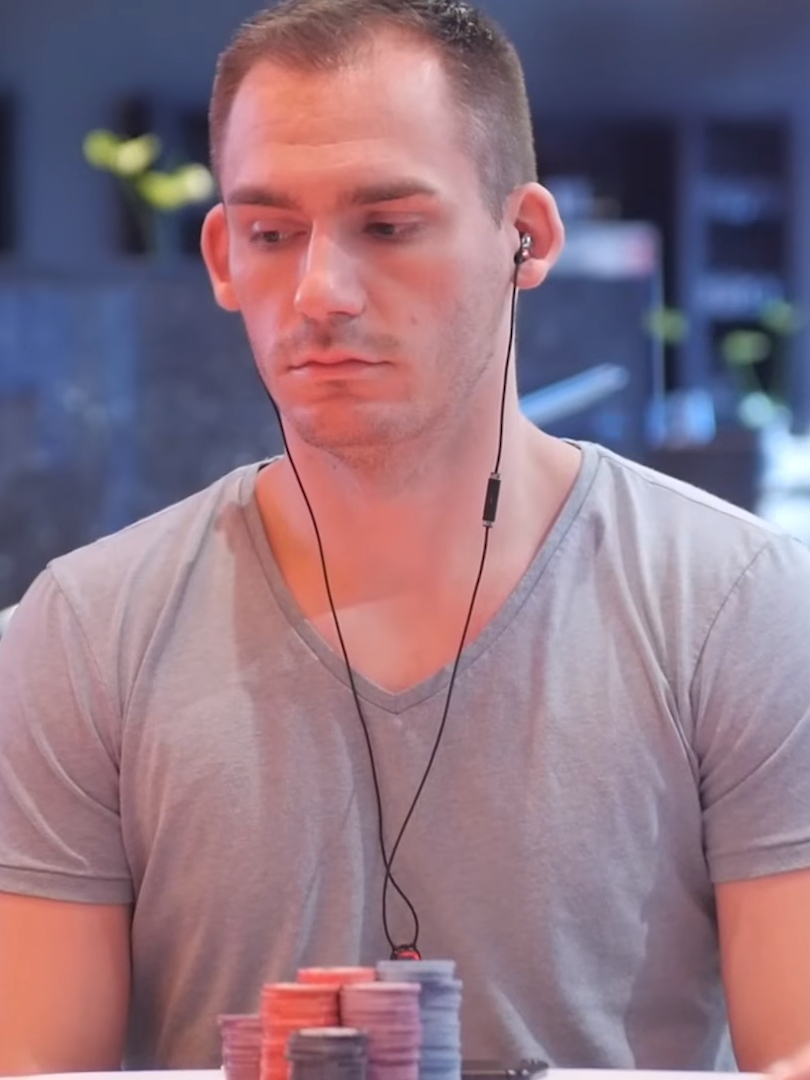
Justin Bonomo (2018)

Alle Spieler starteten mit einem Stack von 300.000 Chips. Nach dem ersten Turniertag verblieben noch 13 Spieler, Chipleader war Almedin Imširović mit über 2,2 Millionen Chips. Am zweiten und finalen Tag konnte Imširović seinen guten Lauf vom Vortag nicht fortsetzen und schied auf dem neunten Platz aus, womit der Finaltisch erreicht war. Dort lief Örpen Kısacıkoğlu mit A♦ K♥ in die Könige von Michael Addamo und wurde Achter, womit die verbliebenen sieben Spieler eine Auszahlung von 212.500 US-Dollar sicher hatten. Mit Sam Greenwood schied anschließend der nächste Spieler aus dem Turnier aus, der mit einem Paar Siebener gegen A♣ K♥ von Dan Shak unterlag. Danach folgte Linus Löliger auf dem sechsten Platz, der seine Chips zwar mit A♦ Q♠ gegen Pauli Äyräs’ A♣ J♦ in die Tischmitte bekommen hatte, sich dem getroffenen Buben des Finnen jedoch geschlagen geben musste. Shak verließ mit A♦ K♣ gegen Justin Bonomos Paar Zehner den Tisch und Äyräs’ Paar Vierer hielt nicht gegen Addamos A♣ K♦, so dass er den vierten Platz belegte. Addamo war es dann auch, der David Peters mit einem Paar Zehner vom Tisch nahm und so ging der Australier ins entscheidende Heads-Up mit einer 2:1-Führung in Chips. Nach mehreren wechselnden Chipleads war es letztlich jedoch Bonomo, der sich einen Vorsprung herausspielen konnte und er gewann die finale Hand mit K♥ 5♦ gegen das Paar Damen von Addamo. Bonomo sicherte sich damit bereits seinen dritten Titel beim Super High Roller Bowl und erhielt eine Siegprämie von knapp 1,8 Millionen US-Dollar.
| Platz | Herkunft           | Spieler        | Preisgeld (in $) |
| ----- | ------------------ | -------------- | ---------------- |
| 1     | Vereinigte Staaten | Justin Bonomo  | 1.775.000        |
| 2     | Australien         | Michael Addamo | 1.187.500        |
| 3     | Vereinigte Staaten | David Peters   | 0.762.500        |
| 4     | Finnland           | Pauli Äyräs    | 0.487.500        |
| 5     | Vereinigte Staaten | Dan Shak       | 0.325.000        |
| 6     | Schweiz            | Linus Löliger  | 0.250.000        |
| 7     | Kanada             | Sam Greenwood  | 0.212.500        |